# Комсомольское племя (Грозный)
«Комсомольское племя» — советская и российская молодёжная газета, выходившая в 1923—1942 и 1957—1996 годах в Грозном.

## История
Была основана в марте 1923 года под названием «Юный ленинец» и стала первой молодёжной газетой Чечни.
В 1930-х годах под влиянием нефтяного бума в Чечне была переименована в «Юный нефтяник». В 1941 году, после начала Великой Отечественной войны, многие корреспонденты газеты ушли на фронт. В 1942 году газета прервала свою деятельность.
Она возобновила деятельность в 1957 году, после восстановления Чечено-Ингушской АССР, под названием «Комсомольское племя». В советское время была второй газетой Чечено-Ингушетии по читаемости. В ней начинали журналистскую карьеру многие журналисты газет «Грозненского рабочего», «Ленинан некъ» (сейчас «Даймохк») и «Сердало»
В 1991 году сменила название на «Республику» в связи с распадом СССР. В 1996 году газета прекратила выходить, поскольку её редакция была сожжена; в этом обвиняют сторонником президента Чечни Аслана Масхадова.
Газета «Молодёжная смена», основанная в 2003 году, позиционирует себя как её преемника.

## Названия
- 1923—193?: Юный ленинец
- 193?—1942: Юный нефтяник
- 1957—1991: Комсомольское племя
- 1991—1996: Республика